# Catocala titania
Catocala titania là một loài bướm đêm trong họ Erebidae.